# 施里弗 (路易斯安那州)
施里弗（英語：Sheriever）是位於美國路易斯安那州泰勒博恩堂區的一個普查規定居民點。

## 人口
根據2020年美國人口普查的數據，施里弗的面積為19.72平方千米，當中陸地面積為19.72平方千米，而水域面積為0.00平方千米。當地共有人口6711人，而人口密度為每平方千米340.31人。